# Villedieu (Vaucluse)
Villedieu is een gemeente in het Franse departement Vaucluse (regio Provence-Alpes-Côte d'Azur) en telt 512 inwoners (1999). De plaats maakt deel uit van het arrondissement Carpentras.

## Geografie
De oppervlakte van Villedieu bedraagt 11,4 km², de bevolkingsdichtheid is 44,9 inwoners per km².
De onderstaande kaart toont de ligging van Villedieu (Vaucluse) met de belangrijkste infrastructuur en aangrenzende gemeenten.

## Demografie
Onderstaande figuur toont het verloop van het inwonertal (bron: INSEE-tellingen).